# Constanze Krehl

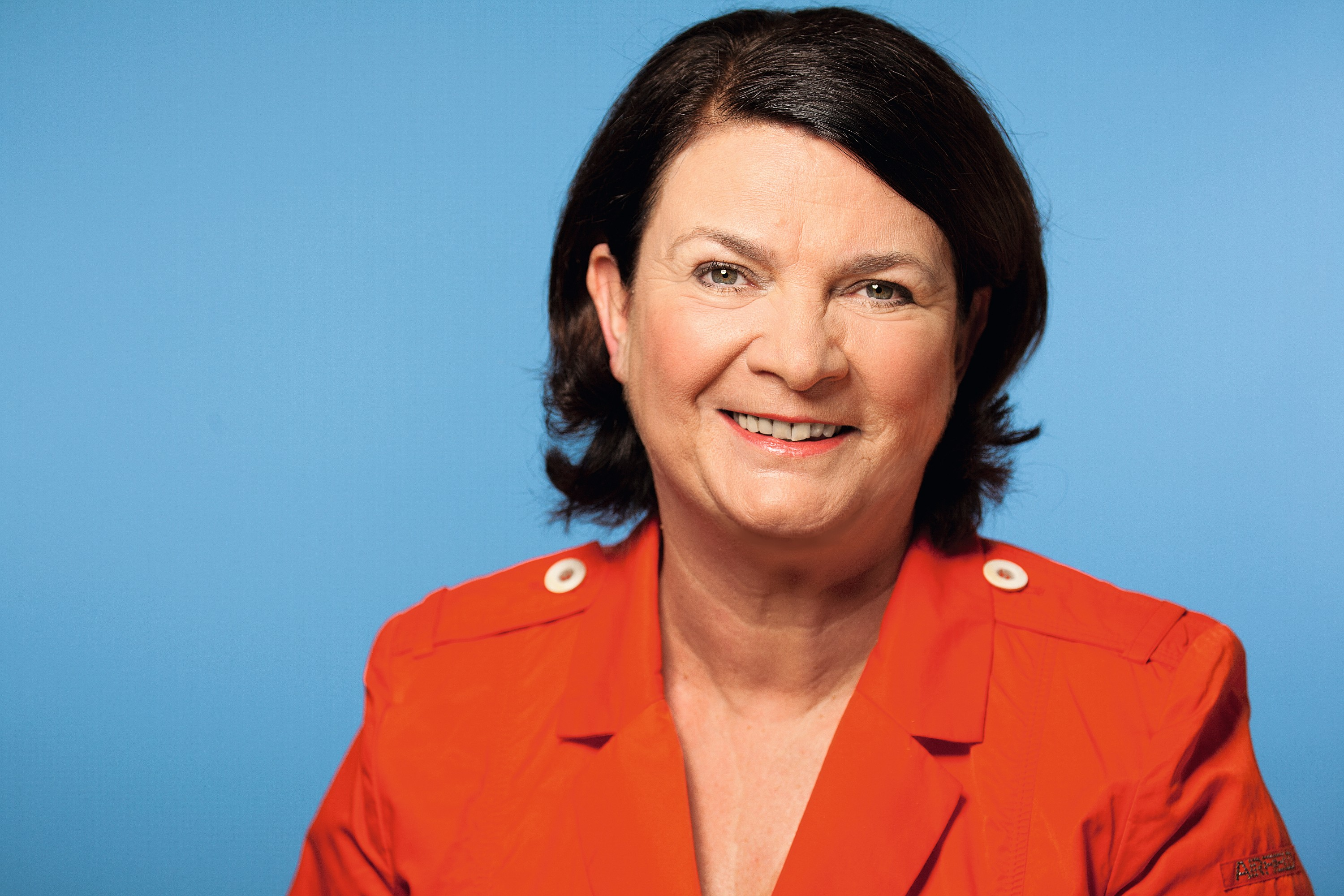
Constanze Krehl, 2014

Constanze Angela Krehl (* 14. Oktober 1956 in Stuttgart) ist eine deutsche Politikerin. Sie war von 1994 bis 2022 Europaabgeordnete für die SPD in der Sozialdemokratischen Fraktion im Europaparlament.

## Leben und Beruf
Krehl ist seit 1957 in Leipzig wohnhaft, machte dort 1975 ihr Abitur und studierte anschließend an der TU Dresden, die sie 1980 als Diplom-Informatikerin verließ. Bis 1984 arbeitete sie als Informatikerin in verschiedenen Rechenzentren, anschließend war sie die nächsten fünf Jahre als Hausfrau nicht mehr berufstätig.

## Partei
Im Herbst 1989 engagierte sie sich im Neuen Forum und trat im darauffolgenden Januar der SPD bei. Sie war bis 1996 Mitglied im Vorstand der sächsischen SPD, wurde anschließend bis 1999 stellvertretende Landesvorsitzende und danach bis 2004 Landesvorsitzende der SPD Sachsen. Von 1999 bis 2005 war sie Mitglied im Bundesvorstand der SPD.

## Abgeordnete
Vom 18. März 1990 an war sie Abgeordnete der Volkskammer und wurde im Oktober 1990  Abgeordnete des Bundestages, dem sie noch bis zum Ende der elften Legislaturperiode am 20. Dezember 1990 angehörte. Von Februar 1991 bis Juni 1994 gehörte sie als Beobachterin, von 1994 bis 2022 als Abgeordnete dem Europäischen Parlament an.
Von 1994 bis 2002 war Krehl Präsidentin der Delegation für die Beziehungen des Europäischen Parlaments zu Russland, bis 2004 Mitglied und bis 2014 stellvertretendes Mitglied des Haushaltsausschusses. Ab 2004 war Krehl Mitglied im Ausschuss für regionale Entwicklung und dort Koordinatorin für die S&D-Fraktion. Von 2019 bis 2022 war sie stellvertretendes Mitglied im Ausschuss für Umweltfragen, öffentliche Gesundheit und Lebensmittelsicherheit. Am 2. Oktober 2022 legte sie ihr Mandat nieder. Für sie rückte Matthias Ecke ins Europaparlament nach.

## Ehrungen
Im Jahr 1998 bekam sie das Bundesverdienstkreuz am Bande verliehen.